# مارسيلينو نونيز
مارسيلينو نونيز (بالإسبانية: Marcelino Núñez)‏ هو لاعب كرة قدم تشيلي، ولد في 1 مارس 2000 في ريكوليتا في تشيلي.

## أهدافه الدولية
| # | التاريخ         | المكان                                    | الخصم   | الهدف | النتيجة | المسابقة                                 |
| - | --------------- | ----------------------------------------- | ------- | ----- | ------- | ---------------------------------------- |
| 1 | 1 فبراير 2022   | ملعب هيرناندو سيليس، لاباز، بوليفيا       | بوليفيا | 2–1   | 3–2     | تصفيات كأس العالم 2022 (أمريكا الجنوبية) |
| 2 | 12 يونيو 2023   | ملعب كونثبثيون البلدي، كونثبثيون، تشيلي   | كوبا    | 1–0   | 3–0     | ودية                                     |
| 3 | 12 يونيو 2023   | ملعب كونثبثيون البلدي، كونثبثيون، تشيلي   | كوبا    | 3–0   | 3–0     | ودية                                     |
| 4 | 12 أوكتوبر 2023 | ملعب دافيد أريانو الأثري، سانتياغو، تشيلي | بيرو    | 2–0   | 2–0     | تصفيات كأس العالم 2026                   |
| 5 | 26 مارس 2024    | ملعب فيلودروم، مارسيليا، فرنسا            | فرنسا   | 1–0   | 2–3     | ودية                                     |

## وصلات خارجية
- مارسيلينو نونيز على موقع قاعدة بيانات كرة القدم.إي يو (الإنجليزية)
- مارسيلينو نونيز على موقع ناشيونال فوتبول تيمز (الإنجليزية)
- مارسيلينو نونيز على موقع Soccerbase.com (لاعب) (الإنجليزية)
- مارسيلينو نونيز على موقع Soccerway.com (الإنجليزية)
- مارسيلينو نونيز على موقع عالم كرة القدم.نت (الإنجليزية)